# Wellesley Clayton
Wellesley Clayton (* 25. August 1938) ist ein ehemaliger jamaikanischer Weitspringer, der wegen seiner Sprintstärke auch in der 4-mal-100-Meter-Staffel eingesetzt wurde.
1962 gewann er Silber bei den Zentralamerika- und Karibikspielen und Bronze bei den British Empire and Commonwealth Games in Perth.
Bei den Olympischen Spielen 1964 in Tokio schied er in der Qualifikation aus.
1966 siegte er bei den Zentralamerika- und Karibikspielen. Bei den British Empire and Commonwealth Games in Kingston holte er Bronze im Weitsprung und Silber mit der jamaikanischen 4-mal-110-Yards-Stafette.
Einer Bronzemedaille bei den Panamerikanischen Spielen 1967 in Winnipeg folgte 1968 ein weiteres Vorrundenaus bei den Olympischen Spielen in Mexiko-Stadt.
Seine persönliche Bestweite von 7,92 m stellte er am 3. April 1965 in Albuquerque auf.